# Квіршид
Квіршид (нім. Quierschied) — громада в Німеччині, знаходиться в землі Саар. Входить до складу району Саарбрюккен.
Площа — 20,21 км2. Населення становить 12 816 ос. (станом на 31 грудня 2021).